# Веклиці
Веклиці (пол. Weklice, нім. Wöklitz) — село в Польщі, у гміні Ельблонґ Ельблонзького повіту Вармінсько-Мазурського воєводства.
Населення — 121 особа (2011).
У 1975-1998 роках село належало до Ельблонзького воєводства.

## Демографія
Демографічна структура станом на 31 березня 2011 року:
|          | Загалом | Допрацездатний вік | Працездатний вік | Постпрацездатний вік |
| -------- | ------- | ------------------ | ---------------- | -------------------- |
| Чоловіки | 60      | 14                 | 44               | 2                    |
| Жінки    | 61      | 17                 | 30               | 14                   |
| Разом    | 121     | 31                 | 74               | 16                   |